# Thủy điện Đăk Re
Thủy điện Đăk Re là thủy điện xây dựng trên dòng suối Đăk Re ở vùng đất xã Hiếu huyện Kon Plong tỉnh Kon Tum và xã Ba Xa huyện Ba Tơ tỉnh Quảng Ngãi, Việt Nam..
Thủy điện Đăk Re có công suất lắp máy 60 MW với 2 tổ máy, sản lượng điện hàng năm 270 triệu KWh, khởi công tháng 2/2016 hoàn thành tháng 7/2019.
Dự án Thủy điện Đăk Re 2 dự kiến xây dựng trên dòng ngòi Re ở vùng đất xã Ba Xa huyện Ba Tơ tỉnh Quảng Ngãi, có công suất lắp máy 10 MW.

## Đăk Re
Đăk Re là dòng thượng nguồn của sông Re trong hệ thống sông Trà Khúc, chảy ở huyện Kon Plong tỉnh Kon Tum và huyện Ba Tơ tỉnh Quảng Ngãi.
Đăk Re bắt nguồn từ sườn đông dải núi phía tây xã Hiếu huyện Kon Plong, chảy về hướng đông. 14°36′50″B 108°23′18″Đ / 14,613948°B 108,388394°Đ
Sang xã Ba Xa huyện Ba Tơ tỉnh Quảng Ngãi suối đổi hướng đông bắc rồi bắc 14°39′44″B 108°35′05″Đ / 14,662343°B 108,584654°Đ, và chuyển sang tên ngòi Re, sông Re.

## Tác động môi trường dân sinh
Tháng 10/2016 Thủy điện Đăk Re bị cáo buộc phá rừng, cùng với tận thu gỗ từ lòng hồ thủy điện có cả gỗ được chặt phá trái phép bên ngoài lòng hồ.
Sự việc dẫn đến UBND tỉnh Quảng Ngãi yêu cầu tạm đình chỉ một số vị trí thi công.